# اوکس تراکس
اوکس تراکس (انگلیسی: Avex Trax)؛ (ژاپنی: エイベックス トラックス) یک ناشر موسیقی متعلق به شرکت سرگرمی ژاپنی اوکس است. این رکورد لیبل در سپتامبر ۱۹۹۰ راه‌اندازی شد و نخستین ناشر موسیقی این گروه به شمار می‌رفت. این شرکت در زمینه انتشار موسیقی رقص ژاپن در طول دهه نود پیشرو بود و امروزه آثار برخی از مشهورترین هنرمندان ژاپنی را منتشر می‌کند. بازار اصلی این شرکت ژاپن است، اما تولیدات آن در سراسر آسیای شرقی، توسط شرکت‌های محلی نیز عرضه می‌شوند.

## گزیده هنرمندان
- بوآ
- میساکو اونو
- تاکاهیرو نیشی‌جیما
- نامی آمورو
- اف (اکس)
- افتر اسکول
- دد اور لایو
- اکسو
- ان‌سی‌تی
- او-زون
- آیی اوتسوکا
- تی‌وی‌ایکس‌کیو
- جوی
- رد ولوت
- سوپر جونیور
- گاکتو
- آیومی هاماساکی
- یوکیس